# Nikolaj von Giers

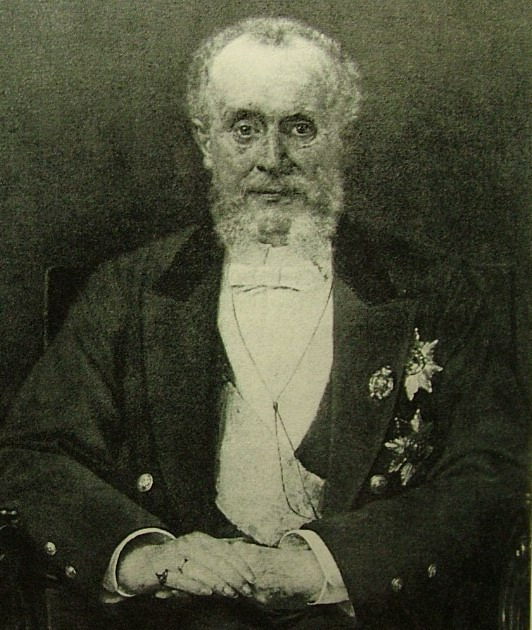
Nikolaj von Giers.

Nikolaj von Giers, född den 9 maj (g.s.) / 21 maj (n.s.) 1820, död den 14 januari (g.s.) / 26 januari (n.s.) 1895, var en rysk diplomat.
von Giers härstammade från en ursprungligen svensk släkt, vars äldste kände medlem är artillerikaptenen Lorentz Giers (död 1679). Dennes son, generalkrigskassören Lorentz Giers (vilken först vid Narvas stormning 1704 och sedan vid Poltava, 1709, råkade i rysk fångenskap och avled i Karlskrona 1734), skall av Karl XII ha blivit upphöjd i adligt stånd. Hans son Lorentz Giers (död 1763) slog sig ned som köpman i Sankt Petersburg, och en sonsons son till denne var Nikolaj von Giers. 
Han började 1838 sin tjänstemannabana i utrikesministeriet, följde 1849 i ungerska fälttåget högkvarteret som attaché hos general Lüders och blev därefter legationssekreterare i Konstantinopel. Under
Krimkriget (1853-1856) fungerade han som expeditionschef åt ryske generalkommissarien över Moldau och Valakiet samt återvände efter krigets slut till Konstantinopel. 1856-1858 var von Giers generalkonsul och diplomatisk agent i Egypten samt innehade 1859-1863 samma poster i Donaufurstendörnena. 
1863-1867 var han sändebud vid persiska hovet i Teheran och 1867-1872 hos Schweiziska edsförbundet samt utnämndes 1872 till envoyé vid hovet i Stockholm. Hans framstående skicklighet och stora arbetsförmåga föranledde rikskanslern furst Gortjakov (med vilkens systerdotter, furstinnan Kantakuzene, von Giers var gift) att 1875 anta honom till sin adjoint i utrikesministeriet, där han därjämte blev direktör för asiatiska departementet. 
Till följd av Gortjakovs sjuklighet förordnades von Giers 1880 att överta skötandet av utrikesärendena, och i april 1882 blev han Gortjakovs efterträdare som utrikesminister med förbigående av den aggressivt panslavistiske Ignatiev. von Giers var som sådan en avgjord motståndare till alla panslavistiska krigsplaner och lät i det hela leda sig av Bismarcks ingivelser. Trekejsarförbundet förnyades under von Giers medverkan (i Skierniewice 1884), men Alexander visade därvid liksom i de bulgariska förvecklingarna sin obetingade självständighet gentemot sin rådgivare. 
Då Bismarck överlistade Ryssland i förhållandet till den gemensamme bundsförvanten, angreps von Giers skarpt av det allt tyskfientligare nationalpartiet, särskilt Katkovs krets. Och då Rysslands intrigspel i Bulgarien 1885-1887 endast ledde till ett försvagande av dess inflytande, fann von Giers i samma läger hetsiga belackare. Till följd av sjuklighet begärde han under senare åren flera gånger sitt avsked, men varken Alexander III eller Nikolaus II ville skilja sig från honom.